# Безмолвный свидетель (телесериал)
«Безмо́лвный свиде́тель» (англ. Silent Witness) — британский детективный телесериал.

## Сюжет
Полицейским при расследовании убийств помогает команда судмедэскспертов, которые работают в морге. Одной из патологоанатомов является Саманта Райан, человек с большим опытом и сложной судьбой. В её жизни все непросто — сложные отношения с родной сестрой, забота о сумасшедшей матери, а также чувство вины за гибель отца.
Всего 228 эпизода.

## В ролях
- Эмилия Фокс — доктор Никки Александер (112 эпизодов, с 2004)
- Уильям Гаминара — профессор Лео Далтон (106 эпизодов, 2002—2013)
- Том Уорд — доктор Гарри Каннингем (96 эпизодов, 2002—2012)
- Аманда Бертон — Сэм Райан (54 эпизода, 1996—2004)
- Дэвид Кейвз — Джек Ходжсон (36 эпизодов, с 2013)
- Лиз Карр — Кларисса Маллери (36 эпизодов, с 2013)
- Ричард Линтерн — доктор Томас Чемберлен (26 эпизодов, с 2014)
- Уильям Армстронг — доктор Тревор Стюарт (24 эпизода, 1996—1998)

## Награды и номинации
Лауреат премий «Эдгар» (1998), «Роял» (1998), «TV Quick Awards» (1999), «National Television Awards» (1998, 1999, 2001) и других награждений.